# Gāro Hills
Gāro Hills är en bergskedja i Indien.   Den ligger i delstaten Meghalaya, i den östra delen av landet, 1 300 km öster om huvudstaden New Delhi.